# Ганза (футбольний клуб)
«Га́нза» (нім. «F.C. Hansa Rostock») — німецький футбольний клуб з Ростока. Заснований 28 грудня 1965 року.

## Досягнення
- Чемпіон НДР: 1991
- Володар Кубка НДР: 1991
- Чемпіон Другої Бундесліги: 1995